# John H. Black
John H. Black, född 1949 i Indianapolis, är en amerikansk radioastronom.
Black studerade vid Harvard University där han tog bachelorexamen (B.A.) 1971, masterexamen (A.M.) 1973 och Ph.D.-examen i astronomi 1975. Perioden 1975-1978 var han verksam vid University of Minnesota, 1978-1983 vid Harvard och 1983-1998 vid Steward Observatory vid University of Arizona, från 1989 som fullvärdig professor i astronomi.
Han har därefter varit verksam vid Onsala rymdobservatorium och sedan januari 1996 som professor i radioastronomi vid Chalmers tekniska högskola.
Blacks forskningsområde är astrokemi, där han fokuserar på det interstellära mediet. Förutom markbaserade radioteleskop har han utnyttjat rymdteleskopet Hubble, där han också deltagit i utvecklingen av vissa instrument, och Infrared Space Observatory.
Black är utländsk ledamot av Kungliga Vetenskapsakademien sedan cirka 1998.